# Warspite (Schiff, 1915)
Die HMS Warspite war ein Schlachtschiff der Queen-Elizabeth-Klasse, das in den 1910er Jahren für die Royal Navy gebaut wurde. Während des Ersten Weltkriegs bestand ihr Dienst bis auf die Teilnahme an der Skagerrakschlacht und dem Seegefecht vom 19. August 1916 hauptsächlich aus Patrouillenfahrten und Manövern in der Nordsee. In der Zwischenkriegszeit wurde die Warspite umfangreichen Umbaumaßnahmen unterzogen. Im Zweiten Weltkrieg kam das Schiff zunächst während des Norwegenfeldzugs und später im Mittelmeer zum Einsatz. In der Schlacht um Kreta wurde das Schiff bei einem deutschen Luftangriff schwer beschädigt. Nach einer sechsmonatigen Reparatur wurde die Warspite in den Pazifik verlegt, wo sie sich der britischen Eastern Fleet anschloss. 1943 nahm sie an den Landungsoperationen in Italien teil. Dabei wurde sie erneut durch einen Luftangriff schwer beschädigt. 1944 unterstützte sie die Landung der Alliierten in der Normandie. Nach dem Ende ihres letzten Einsatzes wurde sie der Reserve zugewiesen und 1947 zum Abwracken verkauft.

## Technik

### Schiffsmaße
Das Schiff hatte eine Länge über alles von 195 m, eine Breite von 27,60 m und einen Tiefgang von 10,10 m. Die Verdrängung lag zwischen 30.918 t und 34.164 t.

### Antrieb
Das Schiff war mit vier Parsons-Turbinen ausgestattet, die jeweils eine Welle antrieben und insgesamt 56.000 Shp (41.188 kW) entwickelten, mit der es eine Höchstgeschwindigkeit von 25 Knoten (46 km/h) erreichte. Der Dampf wurde von 24 Yarrow-Wasserrohrkesseln mit einem Arbeitsdruck von 16,2 bar geliefert. Das Schiff konnte maximal 3.454 t Heizöl mitführen, was ihm bei 10 Knoten (19 km/h) eine Reichweite von 4.500 Seemeilen (8.334 km) ermöglichte. Die Besatzung des Schiffes bestand aus 925 bis 951 Mann plus Offiziere.

### Bewaffnung
Die Hauptbewaffnung bestand aus acht 381-mm-Geschützen auf Mk-I-Lafetten in vier Zwillingstürmen vor und hinter den Aufbauten mit den Bezeichnungen „A“, „B“, „X“ und „Y“ von vorne nach achtern. Die Lafetten hatten ein Gewicht von 782 t und einen Seitenrichtbereich von −150 bis +150 Grad. Die Kanonen selbst hatten ein Gewicht von 101 t. Ihre Reichweite lag mit einer maximalen Elevation von +20 Grad und einer Mündungsgeschwindigkeit von 804 m/s bei 26 km. Die Sekundärbewaffnung bestand aus vierzehn 152-mm-Geschützen, von denen zwölf in Kasematten entlang der Breitseite des Schiffes montiert waren und die restlichen zwei auf dem Hauptdeck achtern. Die Kanone mit einem Gewicht von 7 t hatte bei einer maximalen Elevation von 40 Grad eine Reichweite von 12 km. Die 45 kg schweren Granaten erreichten dabei eine Mündungsgeschwindigkeit von 861 m/s. Die Flugabwehr bestand aus zwei 76-mm-Schnellfeuergeschützen. Außerdem war das Schiff mit vier im Rumpf eingelassenen 533-mm-Torpedorohren ausgestattet, zwei auf jeder Breitseite.

### Panzerung
Das Schiff hatte einen Panzergürtel aus Krupp-Zementstahl. Er erstreckte sich von vorn nach Achtern über eine Länge von etwa 165 m. Mittschiffs war er 330 mm dick und verjüngte sich unter der Wasserlinie auf 51 mm und an seinen Enden auf 25 mm. Darüber verlief ein 152 mm dicker Plankengang, der sich von der A-Barbette bis zur Y-Barbette erstreckte. Die von 178 bis 254 mm dicken Barbetten umgebenen Geschütztürme hatten an der Front eine 330 mm dicke Panzerung und an den Seiten 279 mm. Die gepanzerten Decks hatten eine Stärke von 25 bis 76 mm. Der Kommandoturm war durch eine 330 mm dicke Panzerung geschützt.

### Sensoren, Feuerleitanlage, Aufklärung

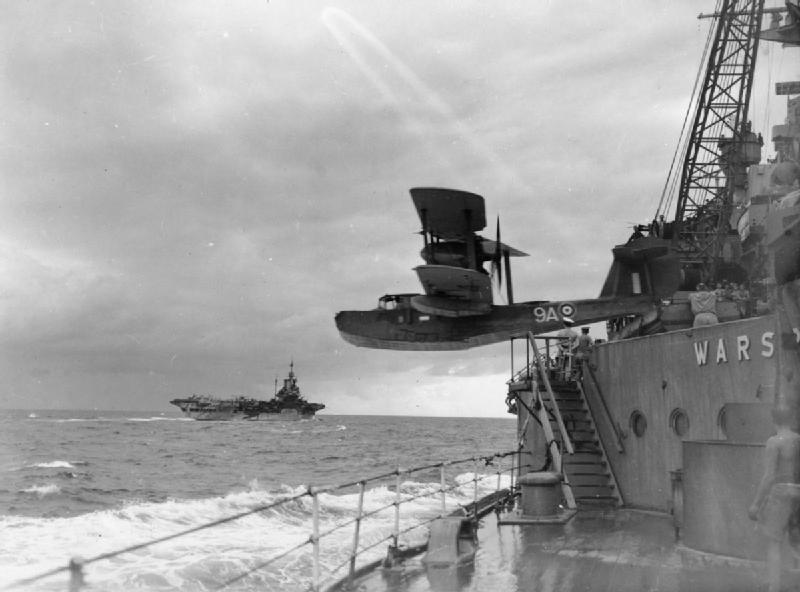
Eine Supermarine Walrus startet von der Warspite

Während des Ersten Weltkriegs war die Warspite mit einem Dreyer-Feuerleitsystem und 4,6-m- bzw. 2,7-m-Entfernungsmessern von Barr & Stoud ausgestattet. Einer der Entfernungsmesser war oberhalb des Kommandoturms angebracht, geschützt durch eine gepanzerte Haube, und der 2,7-m-Entfernungsmesser befand sich im Ausguck des Fockmasts. Das Feuerleitsystem für die Torpedos befand sich zusammen mit einem 2,7-m-Entfernungsmesser am hinteren Ende der Aufbauten. Im Zweiten Weltkrieg bestand die Feuerleitanlage für die Hauptbewaffnung aus einem Mk VI High Angle/Low Angle Director Control Tower (HA/LA DCT) Steilwinkel/Flachwinkel Feuerkontrollturm. Auf dessen Spitze war ein Typ-284-Feuerleitradar installiert, das seine Daten an einen Admiralty Fire Control Table Mk VII sendete. Für die Flugabwehr stand ein HACS-Mk-III-Feuerleitsystem zur Verfügung. Das HACS war mit einem Radar Typ 285 für die 102-mm-Flak und einem Typ 282 für die leichte Flugabwehr ausgestattet. Die Warspite war für die Luftaufklärung mit vier Supermarine Walrus ausgestattet. Zwei der Flugzeuge befanden sich in Hangars in den Aufbauten, die sich nach hinten öffnen ließen. Ein weiteres befand sich auf dem Außendeck und eines auf dem Katapult. Auf jedem Hangar war ein elektrischer Kran mit geradem Arm und auf dem Oberdeck hinter den Hangars ein festes Katapult querschiffs angebracht.

### Umbaumaßnahmen März 1934 bis Juni 1937
Der Tiefgang und die Verdrängung wurden um 10 cm bzw. 500 Tonnen verringert. Dies geschah vor allem wegen des geringeren Gewichts der neuen Maschinen und Kessel sowie der Entfernung der vier 120-mm-Geschütze und ihrer Panzerung, sowie des ursprünglichen schweren Kommandoturms. Das Vorschiff wurde nach Achtern bis fast zum A-Turm verlängert und das Deck verbreitert, so dass die Seite mit der ehemaligen zweiten 120-mm-Geschützpforte bündig war. Die Seite wurde über den Kasematten des Hauptdecks nach achtern gepanzert und mit einem Deck versehen. Die Festigkeit des Rumpfes wurde in zufriedenstellender Weise beibehalten. Die Verlängerung des Vorschiffs und die Beplankung bis zu den vorderen Geschützpforten trugen dazu bei, dass das Schiff bei hohem Seegang trocken blieb.
Die Elevation der 381-mm-Kanonen wurde auf 30° erhöht. Die Reichweite wurde von etwa 21 Kilometer auf 29 Kilometer deutlich gesteigert. Neue Feuerleitsysteme wurden installiert, darunter ein 4,5-m- und ein 2,7-m-Entfernungsmesser. Ein neuer Feuerleitrechner wurde auf dem neuen Brückenturm montiert. Die gepanzerte Feuerleitstellung, die sich früher über dem Kommandoturm befunden hatte, wurde in die hinteren Aufbauten verlegt. Die vorderen und hinteren 120-mm-Geschütze wurden entfernt, um zusätzliche Flak-Bewaffnung unterzubringen. Es wurde davon ausgegangen, dass dies keine Einbußen bei den tatsächlichen Kampfeigenschaften mit sich bringen würde, da die für den Einsatz gegen Luft- und Bodenziele nicht verfügbaren Sekundärgeschütze praktisch überflüssig geworden waren. Die Feuerleitkontrolltürme für die 152-mm-Geschütze wurden an Backbord und Steuerbord auf den neuen Brückenturm unterhalb und hinter dem Feuerleitrechner der 381-mm-Geschütze verlegt. Das Schiff wurde mit einem HACS-Feuerleitsystem für die Flugabwehr ausgestattet. Die 102-mm-Kanonen in Einzellafetten wurden durch 102-mm-Zwillingsgeschütztürme ersetzt. In den Aufbauten wurden mittschiffs neben dem Schornstein zwei Schwalbennester angebracht. Dort wurden vier 40-mm-„Pom-Pom“ in Achtfach-Lafetten installiert. Die verbleibenden Torpedorohre wurden zusammen mit dem Torpedokontrollturm entfernt und die Torpedolager wurden als zusätzlicher Munitionsstauraum genutzt.

## Geschichte
Die Warspite wurde am 31. Oktober 1912 auf Kiel gelegt, am 26. November 1913 vom Stapel gelassen und am 19. März 1915 für den Einsatz in der Grand Fleet in Dienst gestellt. Der Ursprung des Namens ist unklar, obwohl er wahrscheinlich auf die frühneuenglische Schreibweise des Wortes spite – spight – zurückgeht, womit der Trotz und die Verachtung gegenüber dem Feind zum Ausdruck gebracht werden sollte. Gleichzeitig war es aber auch der gebräuchliche Name für den Grünspecht, womit angedeutet wurde, dass der Warspight Löcher in die (hölzernen) Rümpfe der feindlichen Schiffe stieß.

### Erster Weltkrieg
Ende 1915 lief die Warspite im Forth auf Grund und erlitt dabei einige Schäden am Rumpf. Nach der Beendigung der Reparaturen in Rosyth und Jarrow wurde sie dem 5. Schlachtschiffgeschwader der Grand Fleet zugeteilt. Anfang Dezember kam es zu einer Kollision mit der Barham, was zu erheblichen Schäden am Bug der Warspite führte. Sie schaffte es zurück nach Scapa Flow und von dort nach Devonport, wo sie repariert wurde und am 24. Dezember 1915 in die Flotte zurückkehrte.
Wegen Berichten über U-Boote in der Nähe von Scapa Flow entschied der Oberbefehlshaber der Grand Flee Admiral John Jellicoe, dass die dortigen Verteidigungsanlagen unzureichend waren, und ließ am 16. Oktober den Großteil der Grand Fleet nach Lough Swilly in Irland verlegen. Vom 7. bis zum 10. März 1915 unternahm die Grand Fleet eine Aufklärungsfahrt in der nördlichen Nordsee, bei der sie Übungsmanöver durchführte. Vom 17. bis 19. April fanden Patrouillenfahrten statt, gefolgt von Geschützübungen vor den Shetland-Inseln am 20. und 21. April. Vom 17. bis 19. Mai und vom 29. bis 31. Mai unternahm die Grand Fleet Vorstöße in die zentrale Nordsee, ohne auf deutsche Schiffe zu stoßen. Vom 11. bis zum 14. Juni führte die Flotte erneut Geschütz- und Gefechtsübungen westlich von Shetland durch. Vom 2. bis zum 5. September unternahm die Flotte eine weitere Fahrt in der Nordsee, bei der sie Geschützübungen durchführte, und verbrachte den Rest des Monats mit zahlreichen Übungen. Vom 13. bis zum 15. Oktober unternahm das Schiff zusammen mit dem Großteil der Grand Fleet einen weiteren Einsatz in der Nordsee. Fast drei Wochen später, vom 2. bis zum 5. November, nahm die Warspite an einer weiteren Flottenübungsoperation westlich von Orkney teil. In der Nacht zum 25. März verließen die Warspite und der Rest der Flotte Scapa Flow, um Vizeadmiral David Beattys Schlachtkreuzer bei dem Angriff auf den deutschen Zeppelinstützpunkt in Tøndern zu unterstützen. Als sich die Grand Fleet am 26. März dem Gebiet näherte, hatten sich die britischen und deutschen Streitkräfte bereits getrennt, und ein starker Sturm bedrohte die kleineren Schiffe, so dass die Flotte den Befehl erhielt, zur Basis zurückzukehren. Am 21. April führte die Grand Fleet ein Ablenkungsmanöver vor Horns Riff durch, um es der kaiserlich russischen Marine zu ermöglichen, ihre Minenfelder in der Ostsee neu zu verlegen. Am 24. April kehrte die Flotte nach Scapa Flow zurück, erhielt dort neuen Proviant, neue Munition und neue Kohle und stach erneut in Richtung englischer Ostküste in See, da man aufgrund von Geheimdienstberichten einen Angriff der Deutschen auf Lowestoft befürchtete, aber erst in dem Gebiet ankam, nachdem sich die Deutschen bereits zurückgezogen hatten.

#### Skagerrakschlacht
In dem Versuch, einen Teil der Grand Fleet aus ihren Häfen zu locken und zu vernichten, verließ die deutsche Hochseeflotte, bestehend aus 16 Schlachtschiffen, 6 Einheitslinienschiffen und weiteren Schiffen, am frühen Morgen des 31. Mai Wilhelmshaven. Der Plan sah vor, dass Vizeadmiral Franz Hipper mit den Schlachtkreuzern Wilhelmshaven verlassen und nach Norden außer Sichtweite der dänischen Küste vorstoßen sollte. Dort sollte er durch Angriffe auf die Küstenstädte ein Auslaufen von britischen Schiffen provozieren und sie in Richtung Hochseeflotte locken. Die nachrichtendienstliche Abteilung der britischen Admiralität Room 40 hatte den deutschen Funkverkehr mit den Operationsplänen abgefangen und entschlüsselt. Daraufhin befahl die Admiralität Jellicoe und Beatty, noch in der Nacht mit der Grand Fleet von Scapa Flow, Cromarty und Rosyth auszulaufen, um die Hochseeflotte abzuschneiden und zu vernichten.

Manöver der britischen (blau) und deutschen (rot) Flotte vom 31. Mai bis 1. Juni 1916

 Nachdem das 5. Schlachtschiffgeschwader am Morgen von Rosyth aus in See gestochen war, ordnete Beatty um 14:15 Uhr eine Kursänderung nach Nordosten an, um sich mit der Grand Fleet zu vereinigen. Um 15:20 Uhr entdeckten Hippers Schlachtkreuzer Beattys Schlachtkreuzer. Um 15:32 Uhr ordnete Beatty eine Kursänderung nach Ost-Südost an, um die Rückzugslinie der Deutschen abzuschneiden. Hipper befahl seinen Schiffen, nach Steuerbord abzudrehen und einen südöstlichen Kurs einzuschlagen. Mit dieser Wende fiel Hipper auf die Hochseeflotte zurück, die 97 km hinter ihm lag. Beatty änderte daraufhin ebenfalls seinen Kurs nach Osten, um auf Hipper aufzuschließen.
Um 16:08 Uhr hatte das 5. Schlachtschiffgeschwader die Nachhut der deutschen Schlachtkreuzer erreicht und die Warspite eröffnete zusammen mit der Malaya das Feuer auf die Von der Tann, die einen Treffer erhielt. Die Situation änderte sich, als um 16:40 Uhr die deutschen Schlachtschiffe in Sicht kamen. Da Beatty es versäumt hatte, seine Absichten ausreichend zu signalisieren, als er gegen 16:48 Uhr nach Norden abdrehte, befanden sich die Schlachtschiffe des 5. Schlachtgeschwaders auf einem entgegengesetzten Kurs an den Schlachtkreuzern vorbei und steuerten direkt auf den sich nähernden Hauptteil der Hochseeflotte zu. Um 16:54 Uhr bemerkte Thomas seinen Fehler und begann seine Schiffe zu wenden.
Gegen 17:10 Uhr eröffneten die König und die Kronprinz aus einer Entfernung von 17 Kilometern das Feuer auf die Schiffe des 5. Schlachtgeschwaders, welches das Feuer auf die deutschen Schiffe erwiderte. Gemeinsam mit der Warspite trug die Malaya in diesem 30-minütigen Gefecht die Hauptlast des 5. Schlachtgeschwaders. Mit einsetzender Dunkelheit endete diese Phase der Schlacht. Beatty war in der Zwischenzeit weiter nach Westen geschwenkt, um den Abstand zwischen sich und den Deutschen zu vergrößern. Um 17:45 Uhr drehte er nach Osten ab, um eine Position vor der Grand Fleet einzunehmen. Hipper wendete seine Schiffe um 18:05 Uhr nach Süden, um auf Scheers vorrückende Schlachtschiffe zurückzufallen. Evan-Thomas wendete um 18:06 Uhr nach Nordosten und drehte dann langsam nach Südosten, als er die Grand Fleet entdeckte. Um 18:17 Uhr musste er feststellen, dass es sich nur um die Nachhut handelte. Daher sah er sich gezwungen, nach Norden abzudrehen, um sein Geschwader hinter der Grand Fleet in Stellung zu bringen. Dies dauerte einige Zeit und seine Schiffe mussten auf 12 bis 18 Knoten (22–33 km/h) verlangsamen, um das Feuer der britischen Schiffe nicht zu blockieren. Das 5. Schlachtgeschwader konzentrierte sein Feuer auf die deutschen Schlachtschiffe, nachdem es die Schlachtkreuzer aus den Augen verloren hatte. Es wurden keine Treffer beobachtet. Anschließend stellten sie das Feuer ein und drehten nach Norden ab.

#### Anschließende Aktivitäten
Die Warspite lief zusammen mit der Grand Fleet am 18. August aus, um die Hochseeflotte auf ihrem Vormarsch in die südliche Nordsee aus dem Hinterhalt anzugreifen, aber eine Reihe von Fehlmeldungen hinderte Jellicoe daran, die deutsche Flotte abzufangen, bevor sie in den Hafen zurückkehrte. Zwei leichte Kreuzer wurden während der Operation von deutschen U-Booten versenkt, was Jellicoe zu der Entscheidung veranlasste, die größeren Einheiten der Flotte südlich von 55° 30' Nord nicht zu riskieren, da es dort viele deutsche U-Boote und Minen gab. Die Admiralität stimmte dem zu und legte fest, dass die Grand Fleet nicht ausrücken würde, es sei denn, die deutsche Flotte versuchte eine Invasion Großbritanniens oder es bestand die große Möglichkeit, dass sie unter geeigneten Bedingungen zu einem Gefecht gezwungen werden könnte. Am 22. April 1918 fuhr die Hochseeflotte zum letzten Mal nach Norden, um einen Konvoi nach Norwegen abzufangen, musste aber zwei Tage später umkehren, nachdem der Schlachtkreuzer Moltke einen Maschinenschaden erlitten hatte. Die Grand Fleet lief am 24. November von Rosyth aus, als die Operation entdeckt wurde, konnte die Deutschen aber nicht mehr einholen.

### Zwischenkriegszeit
Im April 1919 wurde das Schiff der Atlantic Fleet zugeteilt und unternahm regelmäßig Patrouillenfahrten ins Mittelmeer. Am 26. Juli 1924 nahm sie an der Flottenschau in Spithead teil. Am 31. Oktober wurde sie in Portsmouth für Umbauten ausgemustert. Nach dem Abschluss des Umbaus wurde sie am 6. April 1926 in Portsmouth wieder in Dienst gestellt, um die Queen Elizabeth als Flaggschiff der Mittelmeerflotte abzulösen. Am 12. Juli 1928 lief sie in der Ägäis auf Grund. Im September 1928 kehrte sie zur Überholung nach Hause zurück. Nach dem Abschluss der Überholung wurde sie wieder in Dienst gestellt und kehrte ins Mittelmeer zurück. Am 26. Mai wurde sie zur Atlantikflotte versetzt. Durch Flottenumstrukturierungen im März 1929 wurde die Atlantikflotte in Heimatflotte umbenannt und das Schiff Teil der neuen Homefleet. Am 21. März 1933 wurde die Warspite im Nebel vor Portugal von dem rumänischen Passagierschiff SS Peleus in der Mündung des Tejo gerammt, erlitt aber nur geringe Schäden. Im Dezember wurde sie als Flaggschiff des 2. Schlachtgeschwaders von der Barham abgelöst. Anschließend kehrte sie in die Heimat zurück und wurde am 23. Dezember 1933 in Portsmouth ausgemustert. Am 29. Juni 1937 wurde das Schiff für den Einsatz in der Mittelmeerflotte wieder in Dienst gestellt, aber die Abfahrt verzögerte sich, so dass das Schiff erst im Januar 1938 einsatzbereit war. Am 5. Januar 1938 verließ das Schiff schließlich Portsmouth in Richtung Mittelmeer.

### Zweiter Weltkrieg

#### Kriegsausbruch
Beim Kriegsausbruch 1939 befand sich die Warspite im Mittelmeer, wurde aber kurz darauf zur Home Fleet zurückbeordert. Im Oktober 1939 verließ das Schiff Alexandria in Richtung Heimat über Malta und Gibraltar. Als sie am 6. November Gibraltar erreichte, wurde sie zum Geleitschutz nach Halifax umgeleitet. Sie erreichte Halifax am 14. November und lief am 18. November mit einem Konvoi in Richtung Vereinigtes Königreich aus. Am 24. verließ sie den Konvoi, um an der Suche nach der Scharnhorst teilzunehmen.

#### Atlantik
Die Warspite wurde beim britischen Angriff auf den norwegischen Erzhafen Narvik eingesetzt. Dort kam sie mehreren britischen Zerstörern zu Hilfe, die am 10. April heimlich in die Fjorde eingelaufen waren und mehrere deutsche Zerstörer versenkt hatten. Mehrere Angriffe deutscher U-Boote auf das Schiff blieben wegen defekter Torpedos erfolglos. Bei einem Luftangriff am 18. April durch Heinkel-He-111-Bomber des Kampfgeschwaders 26 wurde sie nur leicht beschädigt.

#### Mittelmeer
Danach wurde die Warspite wieder ins Mittelmeer verlegt und beteiligte sich am 9. Juli 1940 am Gefecht mit einem italienischen Kampfgeschwader vor Kalabrien, wo sie einen Konvoi von Malta nach Alexandria deckte und als einziges britisches Schiff in Reichweite des Feindes gelangte. Dabei konnte sie mehrere Treffer auf das italienische Flaggschiff Giulio Cesare erzielen. Am 15. August 1940 bombardierte sie zusammen mit der Malaya, der Ramillies und der Kent Bardia und Fort Capuzzo. Anschließend nahm sie in der Nacht vom 11. November auf den 12. November 1940 am Angriff auf Tarent teil.

#### Kap Matapan
Mit Hilfe eines abgefangenen und durch ULTRA entschlüsselten Funkspruchs der Luftwaffe erfuhr Admiral Cunningham, dass die Italiener unter dem Kommando von Vizeadmiral Angelo Iachino beabsichtigten, die britische Flotte anzugreifen, um sie vom Transport deutscher Truppen nach Nordafrika abzulenken. Daher brachte er, nachdem die Italiener in einem Verband von 22 Schiffen, darunter das Schlachtschiff Vittorio Veneto, am 26. März in See gestochen waren, sämtliche Schiffe, darunter die Warspite, in Stellung. Am 28. März stießen britische Kreuzer auf die italienische Flotte, wurden jedoch durch die Vittorio Veneto zum Rückzug gezwungen. Daraufhin ordnete Cunningham einen Luftangriff an. Die Vittorio Veneto konnte mit einsetzender Dunkelheit zwar nach Westen entkommen, aber es gelang der Warspite, der Valiant und der Barham, sich den zurückgebliebenen italienischen Schiffen zu nähern und die schweren Kreuzer Fiume und Zara sowie zwei Zerstörer zu versenken.

#### Kreta
Während die Warspite die Evakuierung der alliierten Truppen in Kreta unterstützte, wurde sie am 22. Mai südöstlich von Kythera bei einem Luftangriff durch Junkers Ju 88 der I. Gruppe des Lehrgeschwaders 1 und Messerschmitt Bf 109E der III. Gruppe des Jagdgeschwaders 77 von einer 250-Kilogramm-Bombe getroffen. Die Bombe durchschlug an der Steuerbordseite den Rumpf, explodierte im Kasemattendeck und verursachte einen schweren Brand, der wiederum Folgeexplosionen auslöste. Sämtliche 152-mm-Geschütze sowie die 102-mm-Flugabwehrkanonen an Steuerbord wurden durch die Explosionen sowie das Feuer zerstört. Die Besatzung zählte 38 Tote und 31 Verwundete. Die Warspite wurde am 24. Mai zur Reparatur nach Alexandria verlegt, wo sie im Juni bei einem weiteren Luftangriff durch 31 Junkers Ju 88 des Lehrgeschwaders 1 und 4 Heinkel He 111 der II. Gruppe des Kampfgeschwaders 26 erneut beschädigt wurde. Dennoch konnte die Warspite am 25. Juni Alexandria in Richtung USA verlassen und Bremerton am 11. August erreichen, wo sie überholt wurde.

#### Indischer Ozean
Am 28. Dezember 1941 wurde das Schiff wieder in Dienst gestellt und der Eastern Fleet in Sri Lanka zugewiesen. Am 7. Januar 1942 verließ sie Seattle mit Richtung Trincomalee, wo sie am 22. März eintraf. Im März erhielt Admiral Somerville Informationen, die darauf hindeuteten, dass die japanische Fast Carrier Strike Force unter dem Kommando von Nagumo Chūichi beabsichtige, Colombo anzugreifen. Dies veranlasste ihn dazu, seinen Stützpunkt in das Addu-Atoll auf den Malediven zu verlegen. Im Februar 1943 deckte die Warspite zusammen mit anderen Einheiten australische Truppen auf ihrer Fahrt aus dem Nahen Osten in ihre Heimat. Im März kehrte sie dann selbst in die Heimat zurück und wurde bei ihrer Ankunft am 1. Mai der Home Fleet zugewiesen. Dort wurde sie auf die geplante Invasion Siziliens vorbereitet.

#### Sizilien und Italien

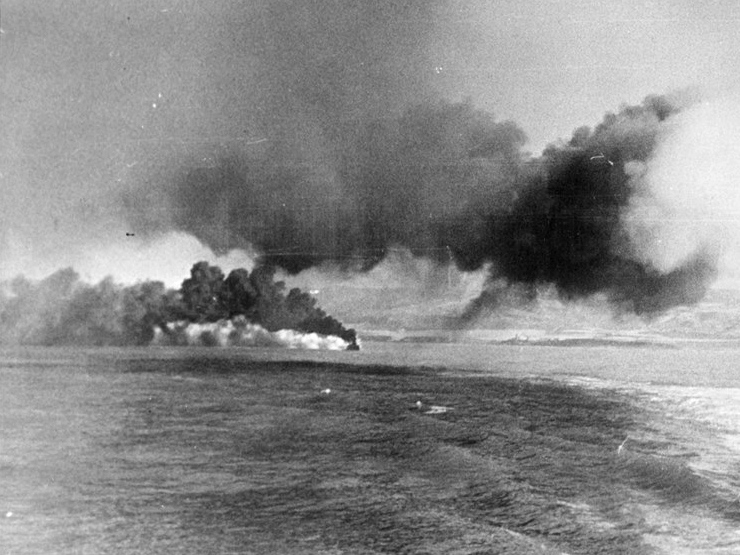
Ein alliierter Zerstörer erzeugt eine Rauchwand zum Schutz von Landungsbooten, die an Landungsoperationen beteiligt sind

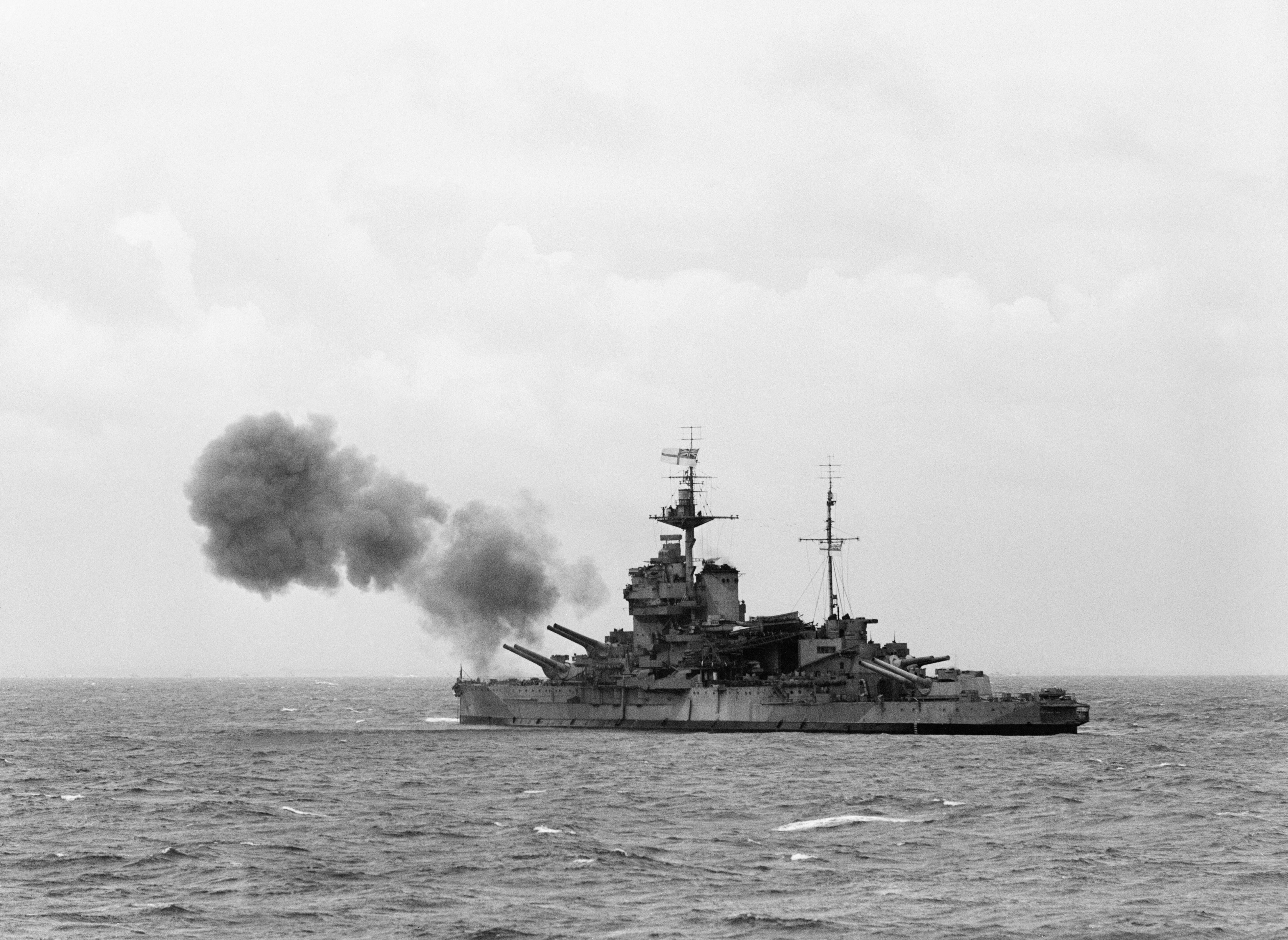
Die Warspite vor Le Havre

Am 17. Juni 1943 verließ die Warspite zusammen mit der Nelson, der Rodney und der Valiant Scapa Flow in Richtung Gibraltar und schloss sich bei ihrer Ankunft der Force H an. Zwischen dem 2. und dem 3. September deckten die Warspite und die Valiant den Angriff über die Straße von Messina und bombardierten die italienischen Küstenbatterien bei Reggio. Am 9. September deckte die Warspite die Landung in Salerno. Dabei geriet sie in heftiges Feuer der Luftwaffe und wäre beinahe torpediert worden. Nachdem die Italiener sich ergeben hatten, begleitete die Warspite die Schlachtschiffe Vittorio Veneto, Italia und Giulio Cesare zu ihrer Internierung vor Malta. Am 14. September nahm die Warspite Kurs in Richtung Heimat, wurde aber nach Salerno abkommandiert, um dort die 5. Armee unter dem Kommando von General Mark Clark zu unterstützen
Als die Warspite Salerno am 15. September erreichte, begann sie gegen Abend mit dem Beschuss der deutschen Stellungen. Am 16. September gegen 14:25 Uhr, die Warspite befand sich auf Position Avalanche Nord, erschienen sechs Dornier Do-217K-2 der III. Gruppe des Kampfgeschwaders 100 und ließen aus einer Höhe von 6.000 Metern drei Bomben auf das Schiff fallen. Eine der Bomben traf die Warspite und explodierte, nachdem sie mehrere Decks durchschlagen hatte, im Reservetank unter dem Kesselraum Nr. 4. Die beiden anderen verfehlten das Schiff an Steuerbord nur knapp. Zum Zeitpunkt des Angriffs machte das Schiff 10 Knoten Fahrt bei etwa 177 Faden Tiefe. Ein Ausweichen war daher nicht möglich und wäre zudem unwirksam gewesen, da die Zeit von der Sichtung der Bomben bis zum Treffer nur etwa zehn Sekunden betrug. Anhand der Größe des Einschlagkraters wurde festgestellt, dass es sich bei der verwendeten Bombe um eine Fritz-X-Lenkbombe handelte.
Aufgrund der Detonation ging man zunächst davon aus, dass das Heck des Schiffes zerstört sei und die Masten auf das Deck stürzen würden. Die Kesselräume 2, 3, 4, 5 und 6 wurden sehr schnell geflutet. Das Schiff konnte langsam weiterfahren, aber gegen 15 Uhr stoppte das Schiff, da nun auch Kesselraum Nr. 1 geflutet war. Die Warspite war ohne eigenen Antrieb in ein ungesichertes Gebiet abgedriftet und hatte etwa 5.000 Tonnen Wasser aufgenommen. Außerdem befand sie sich nur in geringer Entfernung von Salerno und war möglichen weiteren Luftangriffen schutzlos ausgesetzt. Die Funkpeilung (RDF) war ausgefallen und es war nicht bekannt, ob sich feindliche U-Boote in dem Gebiet aufhielten. Die beiden US-Bergungsschlepper Hope und Marino nahmen die Warspite gegen 17 Uhr in Schlepptau und konnten das Schiff zusammen mit der HMS Delhi, die als RDF-Schiff fungierte, nach Malta bringen. Um 18 Uhr am darauf folgenden Tag krängte die Warspite bereits 4 Grad nach Steuerbord, konnte aber durch die Pumpen einigermaßen stabil gehalten werden, bis sie am 19. September Malta erreichte. Dort wurden erste Schäden behoben, bis sie am 1. November 1943 nach Gibraltar geschleppt wurde, wo ihre Reparatur abgeschlossen wurde. Am 9. März 1944 konnte die Warspite die Rückfahrt in die Heimat beginnen. Bei ihrer Ankunft in Rosyth am 16. März begann eine Überholung, die aber aufgrund der beginnenden Invasion in der Normandie nicht abgeschlossen werden konnte. Dies führte dazu, dass das Schiff lediglich mit sechs seiner acht 381-mm-Geschütze eingesetzt werden konnte. Darüber hinaus waren nicht alle Kesselräume einsatzbereit, sodass sie lediglich 21 Knoten Fahrt machen konnte.

#### Normandie
Am Abend des 2. Juni 1944 stach die Warspite von Greenock aus Richtung Ärmelkanal in See, wo sie sich dem Rest von Force D anschloss. Am 6. Juni gegen 1:20 Uhr kam die französische Küste in Sicht und gegen 5:25 Uhr hatte die Warspite ihre Angriffsposition etwa 18 Kilometer vor Le Havre erreicht. Unmittelbar darauf begann sie, die Küstenbatterien bei Benerville-Sur-Mer zu bombardieren. Um 6:04 Uhr wurde sie von drei Torpedobooten erfolglos angegriffen. Gegen 6:12 Uhr bombardierte sie Küstenstellungen bei Villerville und versenkte einen Zerstörer. Von 7:38 Uhr bis 07:53 Uhr griff sie bei schlechter Sicht eine weitere Küstenbatterie bei Gonnerville an.
Ab 7:55 Uhr nahm sie die Angriffe gegen Villerville und Benerville, die bis in die Abendstunden anhielten, wieder auf. Als sie am 7. Juni die Angriffe auf deutsche Stellungen fortsetzte, hatte sie bereits so viele Granaten verschossen, dass sie nach Portsmouth zurückkehren musste, um ihre Munitionskammern aufzufüllen. Am 9. Juni fuhr sie zur Utah Beach, um die dortige US Navy zu unterstützen. Am 11. Juli kehrte sie wieder nach Gold Beach zurück, um die 50. Division gegen deutsche Panzereinheiten zu unterstützen. In der Nacht auf den 12. Juni kehrte sie für neue Munition erneut nach Portsmouth zurück. Dort stellte man fest, dass die Kanonenrohre ihrer Hauptbewaffnung verschlissen waren. Am 12. Juni wurde sie daher nach Rosyth geschickt, um neue Rohre zu erhalten. Als sie die Straße von Dover passierte, eröffneten die deutschen Geschütze auf der gegenüberliegenden französischen Küste sofort das Feuer. Da jedoch die Blockade des deutschen Radars sehr erfolgreich war, hatte sie keine größeren Beschädigungen zu befürchten.
Am 13. Juni – die Warspite befand sich immer noch auf See in Richtung Rosyth – lief sie gegen 7:48 Uhr auf Position 51° 52' N, 1° 41' O auf eine „Sammy“-Bodenmine vom Typ GC. Dabei kam es zu einer schweren Explosion an Backbord auf der Höhe des „X“- und „Y“-Turmes. Unmittelbar nach der Explosion kam es zu einem teilweisen Stromausfall, die äußere Welle an Backbord blockierte, und mehrere Abteilungen an Backbord wurden überflutet, so dass das Schiff innerhalb von fünf Minuten um 3,5° nach Backbord krängte. Die Hauptmaschinenanlage wurde für eine halbe Stunde zur Untersuchung abgeschaltet und Maßnahmen zur Schadensbegrenzung ergriffen. Als die Maschinenanlage wieder in Gang gesetzt wurde, konnten weder die äußere noch die innere Backbordwelle gedreht werden und das Schiff war gezwungen, nur mit der Steuerbordwelle nach Rosyth zu fahren. Die Höchstgeschwindigkeit betrug 10 Knoten, und Rosyth wurde am 14. Juni gegen 21:30 Uhr erreicht. Nachdem sie in Rosyth eingetroffen war, wurde sie repariert und konnte am 25. August an die Normandie zurückkehren, um dort das VIII. US-Korps bei der Schlacht von Brest zu unterstützen. Trotz heftigen Gegenfeuers erlitt sie keine größeren Schäden und konnte sich am 10. September nach Le Havre begeben, wo sie aus etwa 30 Kilometern Entfernung mehrere 17-cm-Kanonen zerstörte.

### Letzter Einsatz und Nachkriegszeit
Am 9. September 1944 wurde das Schiff nach den Bombardierungen in der Normandie in die Reserve versetzt. Im Oktober wurde sie zusammen mit den Monitoren Erebus und Roberts für den Angriff auf die Insel Walcheren in der Schelde am 1. November 1944 ausgewählt. Um 8:15 Uhr stoppte sie in ihrer Beschussposition 19 Kilometer von West Kapelle Light entfernt. Dort beschoss sie verschiedene feindliche Batterien sowie Ziele an der Küste und kehrte anschließend nach Deal zurück. Dies war der letzte Einsatz des Schiffes. Im November 1944 wurde das Schiff dem Allied Naval Expeditionary Force Command (ANXF) in Portsmouth unterstellt. Am 1. Februar 1945 wurde sie der Reserve in Portsmouth zugewiesen und am 31. Juli 1946 auf die Abwrackliste gesetzt. Im Februar 1947 wurde das Schiff schließlich an die British Iron and Steel Corporation zum Abwracken verkauft.

## Kommandanten
|  | Kapitän                            | Von            | Bis            |              |
|  | ---------------------------------- | -------------- | -------------- | ------------ |
|  | Edward Montgomery Philpotts        | 8. März 1915   | 18. Dez. 1916  |              |
|  | Charles Martin-de-Bartolomé        | 18. Dez. 1916  | 3. Juni 1918   |              |
|  | Hubert Lynes                       | 3. Juni 1918   | 17. Jan. 1919  |              |
|  | Ernest K. Loring                   | 17. Jan. 1919  | 5. Mai 1920    |              |
|  | Francis Clifton Brown              | 5. Mai 1920    | 4. Mai 1922    |              |
|  | Robert Nesham Bax                  | 4. Mai 1922    | 4. April 1923  |              |
|  | Rudolf Miles Burmester             | 4. April 1923  | 2. Sept. 1924  | ausgemustert |
|  | George Kightley Chetwode           | 6. April 1926  | 4. Aug. 1927   |              |
|  | Thomas Norman James                | 5. Aug. 1927   | 7. Nov. 1927   |              |
|  | Hubert Seeds Monroe                | 7. Nov. 1927   | 1. Dez. 1927   |              |
|  | James Fownes Somerville            | 1. Dez. 1927   | 1. Sept. 1928  |              |
|  | John Walsh Carrington              | 1. Sept. 1928  | 9. Jan. 1929   |              |
|  | Arthur Horace Walker               | 9. Sept. 1929  | 8. Juli 1930   |              |
|  | Charles Arthur Robertson-Scott     | 8. Juli 1930   | 6. Sept. 1930  |              |
|  | Oswald Henry Dawson                | 6. Sept. 1930  | 25. April 1931 |              |
|  | Saint Aubyn Baldwin Wake           | 25. April 1931 | 2. Aug. 1932   |              |
|  | Amyot John Mitchell                | 2. Aug. 1932   | 27. Aug. 1932  |              |
|  | Lachlan Donald Ian MacKinnon       | 27. Aug. 1932  | 15. Dez. 1933  | ausgemustert |
|  | Victor Alexander Charles Crutchley | 1. Mai 1937    | 27. April 1940 |              |
|  | Douglas Blake Fisher               | 27. April 1940 | 27. März 1942  |              |
|  | Fitzroy Evelyn Patrick Hutton      | 27. März 1942  | 23. Jan. 1943  |              |
|  | Herbert Annesley Packer            | 23. Jan. 1943  | 12. Okt 1943   |              |
|  | David Edwardes                     | 12. Okt 1943   | 17. März 1944  |              |
|  | Marcel Harcourt Attwood Kelsey     | 17. März 1944  | 29. Aug. 1944  |              |
|  | Charles Peter Frend                | 29. Aug. 1944  | 14. Sep. 1944  |              |
|  | Marcel Harcourt Attwood Kelsey     | 14. Sep. 1944  | 28. Dez 1944   |              |
|  | Markham Henry Evelegh              | 28. Dez 1944   | 8. Feb. 1945   |              |
|  | George Fellowes Blaxland           | 9. Feb. 1945   | 14. März 1945  |              |
|  | Philip Hugh Calderon               | 14. März 1945  | 26. Juli 1945  |              |

## Das Leben an Bord

### Unterbringung
Die Quartiere des Admirals befanden sich an Steuerbord achtern auf dem Hauptdeck. Der Kapitän und die Stabsoffiziere waren auf dem Oberdeck untergebracht und die Kabinen der restlichen Offiziere befand sich auf dem Mitteldeck.

### Dienst
Das Leben an Bord des Schiffes war geprägt von der täglichen sich immer wiederholenden Routine. In Friedenszeiten begann der Tag mit dem morgendlichen Weckruf um 5:30 Uhr. Anschließend hatten die Matrosen 30 Minuten Zeit, um sich zu waschen, anzukleiden und auf dem Oberdeck anzutreten. Die erste Aufgabe des Tages bestand darin, die Decks zu schrubben sowie die Kanonen zu reinigen und zu testen. Um 7:30 Uhr wurde das Frühstück serviert und um 8:00 Uhr, sofern man sich im Hafen befand, wurde die Flagge gehisst und die Nationalhymne gesungen. Um 9:00 Uhr wurden Mannschaften und Kabinen inspiziert und anschließend gingen die Männer bis um 12:00 Uhr ihren jeweiligen Beschäftigungen nach. Nach dem Mittagessen wurden die Arbeiten fortgesetzt, bis um 16:00 Uhr eine Teepause gemacht wurde. Um 17:30 Uhr erhielt exakt die Hälfte der Schiffsbesatzung bis 7 Uhr am nächsten Morgen Ausgang, sofern eine Unterkunft an Land zur Verfügung stand.